# یاندا ایرلاینز
یاندا ایرلاینز (به انگلیسی: Yanda Airlines) یک شرکت هواپیمایی با کد یاتا YE است که در ۱۹۸۸ میلادی تأسیس شده‌است. دفتر مرکزی یاندا ایرلاینز در نیو ساوت ولز، استرالیا واقع شده‌است.